# ニルス・トーソン
ニルス・トーソン（Nils Thorsson, 1898年10月24日 - 1975年10月25日）は、スウェーデン生まれのデザイナー。主にデンマークの陶磁器メーカー「ロイヤルコペンハーゲン」の絵付け師として活躍し、主に「テネラ（Tenera）」、「バッカ（Baca）」シリーズなどを手がけた。アール・デコ博覧会とも呼ばれる1925年のパリ万国博覧会でゴールドメダルを受賞。